# Рокосово
Рокосо́во (Рокосі́в) — село в Хустській міській громаді у Закарпатській області в Україні.
Село Рокосово розташовано за 8 км на захід від районного центру — міста Хуста.
Село розкинулося амфітеатром у підніжжі та на нижніх схилах горбів Кайта, Сідло і Киригидь. Ці гори є відрогами масиву Тупий, який становить частину південного найнижчого гірського масиву Українських Карпат — Вигорлат-Гутинського.
Висота села над рівнем моря: біля сільської ради — 165 м, біля православної церкви — 178 м. Населення 4075 чоловік.
Через село протікають три потоки: Сільський і Киригидський зливаються у селі і впадають в яругу Мито за селом, а Ясінський потік тече через Забій і впадає у Мито окремо. Яруга Мито — це русло Молодої Тиси. На переправі через Молоду Тису у середні віки з купців брали мито і так утвердилася назва Мито.
Рівнинна частина села розташована на вищій терасі Притисянської долини, а нижня тераса — це заплава Тиси.

## Історія
За переказами давнини — назва пішла від прізвища першого мандрівника через наші гори. А звали його Рокос. Сподобався йому наш край і на березі невеликого озера Ово він побудував житло. Є і інша версія що село носить назву від слова «рак», яких у цих місцевостях водилось багато. Ще й зараз люди у потічках ловлять раків. Багато прізвищ в селі Раків. Поблизу Рокосова, за кілька кілометрів на північ, знаходяться села з подібними назвами — це Великий Раковець та Малий Раковець.
В околицях Рокосова, на пагорбах правого берега ріки Тиса виявлено 13 ранньопалеолітичних місцезнаходжень. Тут знайдено ашельські і мустьєрські знаряддя праці. Стоянки досліджувалися Закарпатською палеолітичною експедицією під керівництвом В. М. Гладиліна в 1969—1978 роках. В 1853 році в околицях Рокосова знайдено бронзовий кельт. Кажуть, що в 1989 році розкопки відвідав всесвітньовідомий археолог Тур Хеєрдал.
Перші поселенці на території села з'явилися у 1300 році, коли ця територія була подарована угорським королем Андрієм ІІІ магнатові Гунт — Позманю. Наприкінці XIV ст. землі села перейшли у власність Угочанського наджупана і власника Севлюша, а пізніше до феодала Уйгелі.
Село формувалося поступово з окремих осадових поселень, що мали свої назви. У 1359 році згадується поселення (Швидкий потік), що пізніше стало вулицею Киригидь. Інше поселення над Сільським потоком (1466 році), (земля, поле, двори). За 1546 р. згадується поселення (Лаз Деяка), (Ясенський потік) це Забій, (Гукливий потік) тепер частина Велика Копаня. Назва поселення Rakasz (Ракас) уперше в писемних записах з'явилася у 1666 р.
На початку XX століття населений пункт виступає в офіційних джерелах як «селище» («nagyközseg» — статус, близький до містечкового) Передтисянського (Севлюшського) округу (повіту) Угочанського комітату.
Старожили розповідають, що Рокосово спочатку знаходилось на високих пагорбах на землях нинішнього кар'єру. На часи виникнення села, Тиса протікала попід цими пагорбами, а пізніше внаслідок великих паводків, змінила русло на нове, по якому протікає досі.
Рокосово по-своєму унікальне. Передусім — цілющими водами. Колись старожили там, де бере початок центральний потічок, робили купелі і так лікували свої суглоби, тому жили дуже довго. Ц. А для купелі колись каміння нагрівали на сонці, кидали в ями і так купались. Нині ці традиції відроджуються.
А облаштувати потічок взялися за чеського уряду у 1920—1923 роках. Тоді в ньому розводили форель, яка експортувалася у великі міста Чехословаччини. Крім того, на водоймі тоді було 12 водяних млинів, із яких на сьогодні збереглися залишки єдиного.
Через село протікають три потоки: Сільський і Киригидський зливаються у селі і впадають в яругу Мито за селом, а Ясінський потік тече через Забій і впадає у Мито окремо. Яруга Мито — це русло Молодої Тиси. На переправі через Молоду Тису у середні віки з купців брали мито і так утвердилася назва Мито.

## Населення

### Мова
Розподіл населення за рідною мовою за даними перепису 2001 року:
| Мова            | Кількість | Відсоток |
| --------------- | --------- | -------- |
| українська      | 4707      | 98.37%   |
| російська       | 65        | 1.36%    |
| угорська        | 6         | 0.13%    |
| білоруська      | 4         | 0.08%    |
| румунська       | 1         | 0.02%    |
| інші/не вказали | 2         | 0.04%    |
| Усього          | 4785      | 100%     |

## Релігія

### храм Вознесіння Господнього. 1828.
(УПЦ) Парохію засновано близько 1374 р.
У 1775 р. в селі стояла дерев'яна церква, збудована парохіянами в 1574 р. Цю церкву, присвячену св. Михайлу, згадано в 1751 p.: «Церква дерев'яна, шинґлами крита, од непам'ятних часів поставлена, теперь в добрім стані находиться, всіми речами добре забезпечена… Доходків ніяких не має і трудом громади содержиться». Священиком тоді був Гаврило Силимиха, а громада налічувала 180 вірників.
У 1797 р. планували збудувати нову дерев'яну церкву. Теперішня церква — мурована базиліка з бароковим завершенням вежі, що несе три дзвони.
Великий дзвін відлив Р. Герольд у Хомутові в 1923 р., а малий походить з 1784 р. Поряд — каплиця на місці поховань священників і стара церковна школа. Останній ремонт церкви зроблено в 1985 р., а в 1986 Іван Андрішко виконав розписи.

### храм Вознесіння Господнього. 1928.
Дерев'яну церкву розібрали після перебрання православною громадою мурованої греко-католицької церкви.

## Відомі люди
- Гаврило-Барзул Марія Андріївна (1920—2002) — українська вишивальниця.
- Кляп Антон Михайлович — депутат Верховної Ради УРСР 11-го скликання.
- Поп Василь Степанович — поет, літературознавець, літературний критик.
- Поп Степан Степанович — фізик, доктор фізико-математичних наук
- Жупан Ріхард-Штангіст

## Фотографії

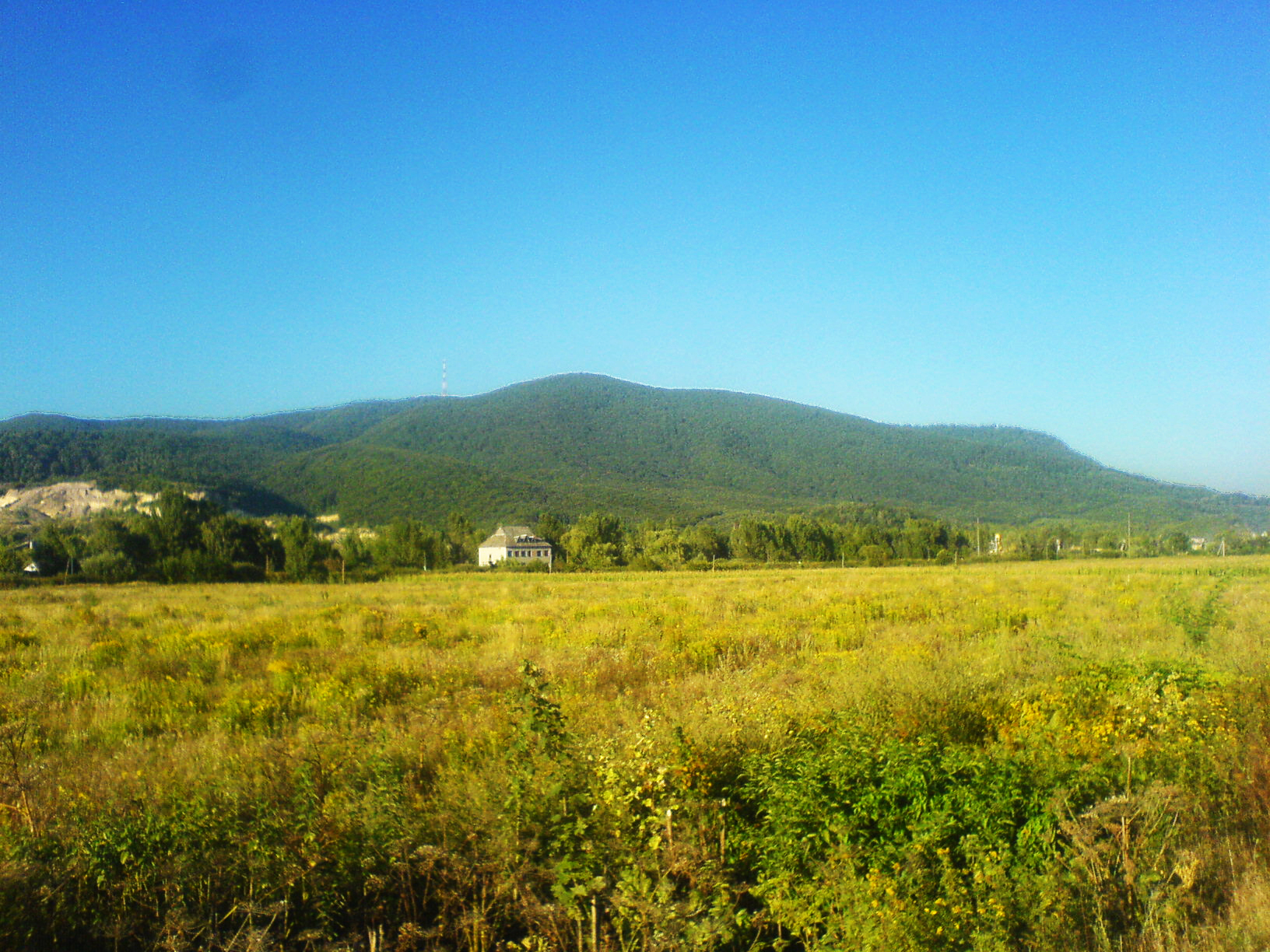
Частина гірського масиву Тупий
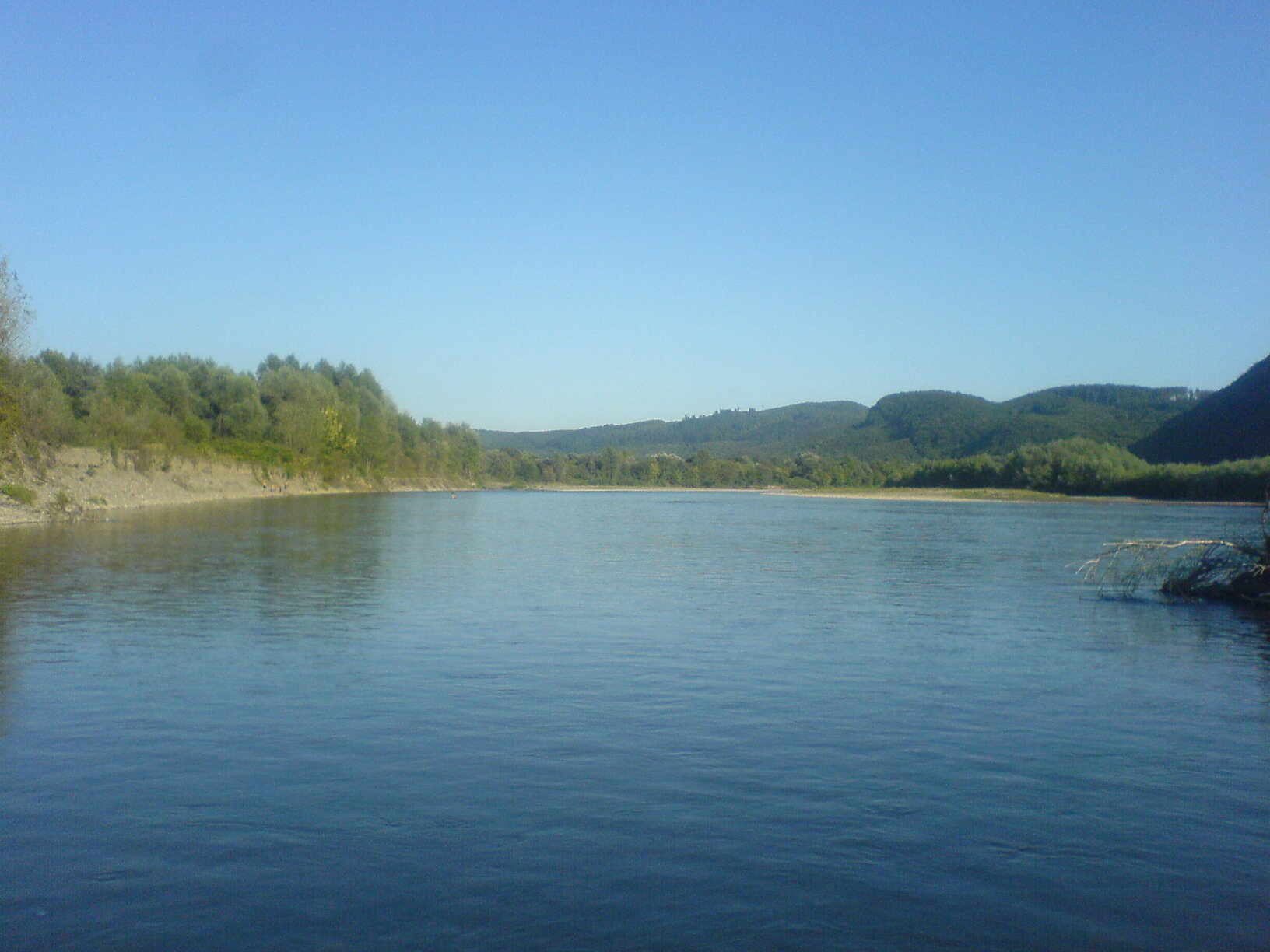
Річка Тиса біля Рокосово
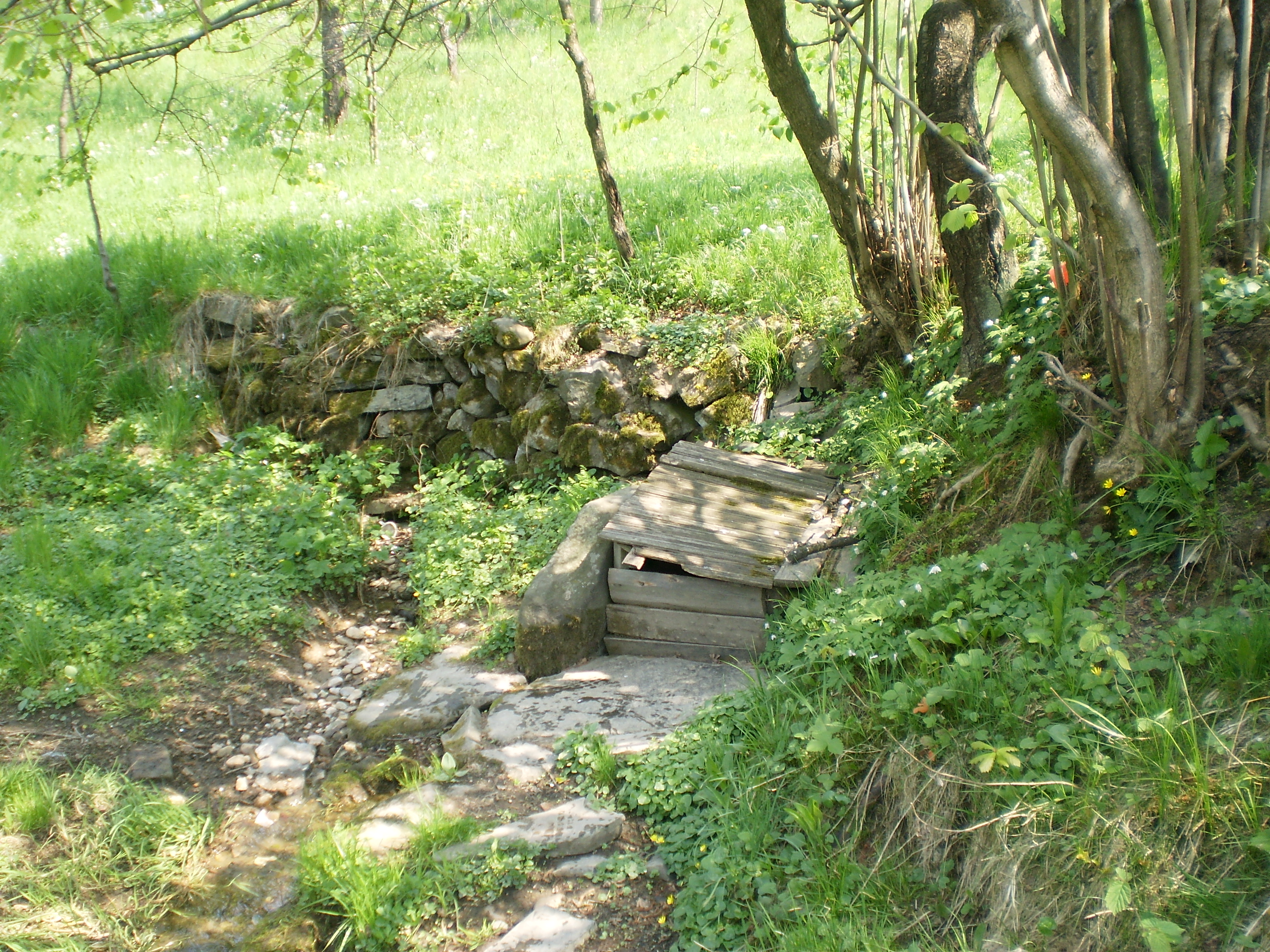
Криниця, яка носить назву Балажівка
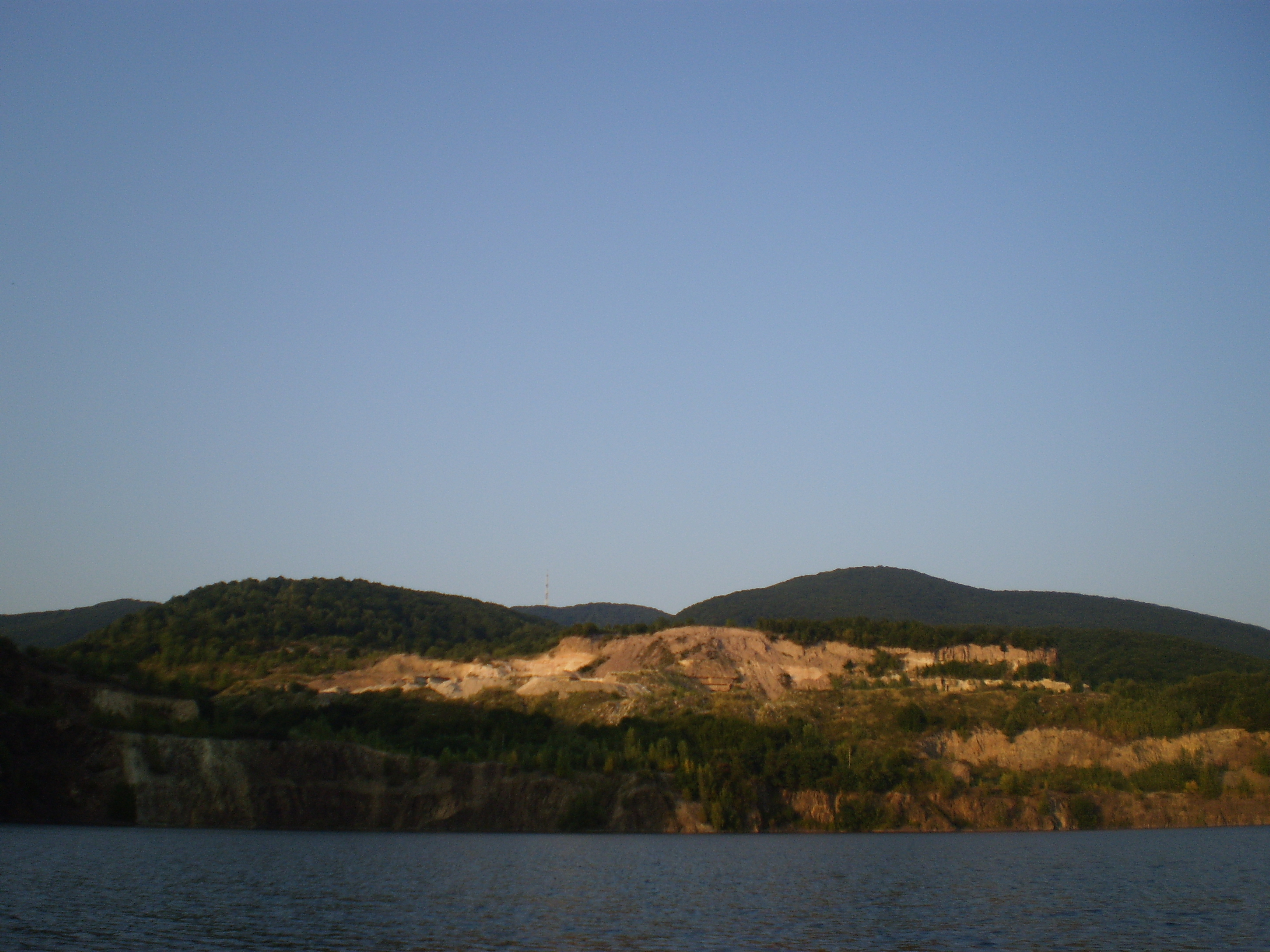
Колишній кар'єр неподалік від села

## Туристичні місця
- Колишній кар'єр — місцеві жителі називають його Котлован. Сюди приїздить багато туристів, найбільше їх тут у літній період.Також під час весільних подорожей тут можна зустріти багато молодих пар, що приїхали на фотосесію;
- Рокосівський «Йордан» — північна частина річки Потічок. Саме тут на Водохреща проводиться обряд хрещення людей. Поруч створено місце для відпочинку: альтанка, будиночок, чан;
- Березовий гай — березовий ліс, куди часто приїздять туристи для відпочинку, як у літній період, так і у зимовий.
- гора Товста висотою 819 м, на якій у 1972 році було встановлено телетрансляційну вежу висотою 208 метрів, яка обслуговує населення Хустського, Виноградівського, Іршавського та частину Тячівського районів і дуже нагадує Ейфелеву вежу в Парижі.
- Меморіальний комплекс Красне поле. Він, щоправда, не в самому Рокосові, а праворуч від нього, біля центральної траси, що веде до Хуста, але дослідники історії часто шукають правду саме в Рокосові, де свого часу ховалося від переслідувань угорської влади найбільше січовиків.